# Pedro Mourlane Michelena
Pedro Mourlane Michelena (Irún, 11 de septiembre de 1888-Madrid, 25 de noviembre de 1955) fue un periodista y polígrafo español.

## Biografía
Estudió en la Universidad de Valladolid Medicina, Letras e Historia; pero se consagró al periodismo, no sin antes publicar Inquietudes (1906), su primer y juvenil libro. De amplias y profundas preocupaciones culturales, poseyó varios idiomas modernos y colaboró en gran número de publicaciones: Novedades, Hermes, Bidasoa, La Esfera, Vida Vasca o El Pueblo Vasco. Recogió parte de sus artículos en Discurso de las armas y las letras (1915). En 1918 participó en el I Congreso de Estudios Vascos de Oñate con su disertación Los poetas en lengua vasca o la Poesía Vascongada en el siglo XIX.
En 1921 fue nombrado director de la revista gráfica La Semana de Bilbao y en 1924 pasó a dirigir el vespertino monárquico La Noche; en su redacción formó junto con el poeta Ramón de Basterra, Ramiro de Maeztu, Jacinto Miquelarena y Rafael Sánchez Mazas la Escuela Romana del Pirineo. Ingresó en el partido Falange Española y, gran conversador, frecuentó la tertulia del Lion d’Or y la de Indalecio Prieto. Entró en El Liberal (1926), año en que además lo nombran archivero bibliotecario de la Diputación de Vizcaya, y lo dirigió luego hasta comienzos de abril de 1931; ya en 1930 había sido nombrado cronista de Irún. Abandona El Liberal y va a Madrid, donde se hizo especialmente famoso cultivando la crítica literaria en el diario El Sol. Ayudó con otros falangistas a poner letra al himno de Falange Española Cara al sol.
De incombustible militancia falangista, tras la Guerra Civil dirigió algunas de sus publicaciones más características, como el diario Arriba y las revistas literarias Vértice y Escorial; formó parte de la Academia Musa Musae y perteneció al Patronato Menéndez y Pelayo del Consejo Superior de Investigaciones Científicas, así como a la Junta General de Cronistas de España, y estuvo en la Junta Directiva de la Asociación de la Prensa de Madrid desde 1949 como vocal y luego como vicepresidente. Durante la Segunda Guerra Mundial hizo la crónica política internacional en la Revista de Estudios Políticos y dio numerosas conferencias en varios países. Póstumo apareció su libro Arte de repensar los lugares comunes (1956). Fue oficial de la Orden del Sol de Perú y poseía la Cruz distinguida de San Raimundo de Peñafort, entre otras condecoraciones. 
Como escritor, fue muy activo e influyente, y destacó por la calidad de página de su prosa. Su archivo y biblioteca fue donada a la ciudad de Irún y está en su Biblioteca municipal.
Falleció el 25 de noviembre de 1955 en el número 15 de la madrileña calle de Bravo Murillo. Recibió sepultura en el cementerio de la Sacramental de Santa María.

## Obras
- Inquietudes (Valladolid, 1906).
- El discurso de las armas y las letras (Bilbao, Biblioteca de Amigos del País, 1915).
- Los poetas en lengua vasca o la Poesía Vascongada en el siglo XIX (1918)
- Arte de repensar los lugares comunes. Alegre versión del tópico y el contratópico de Prensa (Madrid, El Grifón de Plata, 1956).